# Ella Baila Sola
Ella Baila Sola es un dúo musical femenino español, cuya formación original se mantuvo desde 1996 hasta finales de 2001 formado por Marilia Andrés y Marta Botía. En 2021 regresaron a los escenarios.
Las ventas estimadas de todas las producciones musicales del dúo son de 5 000 000 de copias hasta 2012. Entre sus composiciones, se destacan éxitos como «Lo echamos a suertes», «Amores de barra», «Y quisiera» o «Cuando los sapos bailen flamenco».

## Carrera

### Inicios
Marta Botía Alonso y Marilia Andrés Casares se conocieron en el colegio San Agustín de Madrid gracias a una amiga común mientras cursaban COU. Tras cantar juntas informalmente, decidieron probar suerte en el mundo de la música. Para ello, se unieron a un grupo de rock donde hacían los coros. Posteriormente crearon su propio grupo, The Just, interpretando canciones en inglés. Marta Botía conoció a Gonzalo Benavides en una actuación de Javier Álvarez en el Parque del Retiro y empezaron a grabar maquetas y dar conciertos en pequeñas salas y locales de Madrid.

### 1996-1997:Ella baila sola
Estas dos jóvenes -la madrileña Marta y la conquense Marilia saltaron a la fama cuando a mediados de 1996 publicaron el primer sencillo de su carrera, «Lo echamos a suertes», canción que sería un éxito en España e Hispanoamérica y que se mantuvo cómo número 1 en varias listas musicales entre ellas Los 40.[cita requerida]
En 1996 salió a la venta el primer disco del dúo, llamado Ella baila sola, que incluía el sencillo anteriormente mencionado «Lo echamos a suertes». Posteriormente lanzaron los sencillos «Cuando los sapos bailen flamenco», «Amores de barra» y «Por ti». De este álbum vendieron 1 000 000 de copias en España y alrededor de 500 000 copias en Latinoamérica.[cita requerida] En solo unos meses consiguieron vender más de 1 500 000 copias de su álbum debut, consiguiendo ser uno de los tres discos más vendidos de ese año.[cita requerida]
Para la promoción del disco a lo largo de 1997 dieron más de 100 conciertos por España y Latinoamérica.[cita requerida]

### 1998-2000:E.B.S. y Marta y Marilia
En el verano de 1998 grabaron su segundo disco, E.B.S., que se puso a la venta el 14 de septiembre e incluía 15 nuevas canciones. Se vendieron 400 000 copias en España y 200 000 más en Latinoamérica.[cita requerida]
En septiembre de 2000 grabaron el tercer disco del dúo, titulado Marta & Marilia, que contiene 12 temas que siguen el estilo del primer álbum. Se puso a la venta el 20 de noviembre, con el tema «Cómo repartimos los amigos» como primer sencillo, que llegó rápidamente al número uno de la lista de Los 40 Principales. Este álbum consiguió una nominación a los premios Grammy Latinos 2001. Sus ventas ascendieron a 100 000 copias en España y otro tanto en Latinoamérica.[cita requerida]

### 2001:Grandes éxitos: 96-98-00y separación
El 24 de septiembre de ese año, EMI-Odeón puso a la venta un disco recopilatorio llamado Grandes Éxitos 1996-1998-2000, con 20 canciones extraídas de sus tres discos anteriores, además de la canción «Ay de ti, ay de mí», cantada para el disco homenaje a Luis Eduardo Aute.  
Sus diferencias personales propiciaron la ruptura como dúo musical en octubre de 2001 con un disco recopilatorio y una rueda de prensa. En este disco ni Marta ni Marilia aportaron colaboración alguna y ha sido la última publicación con el nombre de Ella Baila Sola que anunciaron su separación el octubre del mismo año. A partir de ese momento, las dos cantantes del grupo iniciaron su carrera en solitario.

### 2009-2013: Regreso de la agrupación y nueva disolución
En verano de 2009, Marta Botía confirmó el regreso del dúo, pero sin Marilia, acompañada por la madrileña Rocío Pavón. El dúo pasó a llamarse E.B.S., siglas de Ella Baila Sola. En septiembre de ese año salió el que sería su nuevo álbum bajo el nombre Despierta. En 2010 comenzaron una gira por España. En 2013 se produce de nuevo la disolución del grupo por diferencias de Rocío Pavón con el mánager Gonzalo Benavides.

### 2015-presente: Nuevo regreso eImanes en la nevera
En 2015 Marta edita nuevo disco solista y empieza a dar giras paralelas con show de Ella Baila Sola con una nueva integrante llamada Mar. En octubre de 2018, a través de un comunicado, se anuncia el lanzamiento de un nuevo álbum del dúo, formado en esta ocasión por Marta y Virginia Mos (excomponente de La Década Prodigiosa). El  22 de marzo de 2019 la banda lanza el disco Imanes en la nevera. Para su  promoción lanzan el sencillo «Voy» y «Mírame».
En abril de 2021, el dúo anunció un reencuentro con motivo de su 25.º aniversario con las integrantes originales Marilia Andrés y Marta Botía.
En mayo de 2024, en la programación de conciertos de San Isidro en Madrid, reaparece la formación de Marta con Virginia para dar un concierto en el escenario de Las Vistillas con fecha 12 de mayo.

## Discografía
Álbumes de estudio
| Año  | Álbum                                                                                                 | Certificaciones                                                  |
| ---- | --- | ---------------------------------------------------------------- |
| 1996 | Ella baila sola - Lanzamiento: 20 de septiembre de 1996 - Discográfica: EMI-Odeon - Formato: CD       | - PROMUSICAE: 7x Platino - IFPI: Oro - CAPIF: Oro - ASINCOL: Oro |
| 1998 | E.B.S. - Lanzamiento: 14 de septiembre de 1998 - Discográfica: EMI-Odeon - Formato: CD                | - PROMUSICAE: 3x Platino [cita requerida]                        |
| 2000 | Marta y Marilia - Lanzamiento: 22 de noviembre de 2000 - Discográfica: EMI-Odeon - Formato: CD        | - PROMUSICAE: Platino                                            |
| 2001 | Grandes éxitos: 96-98-00 - Lanzamiento: 18 de octubre de 2001 - Discográfica: EMI-Odeon - Formato: CD |                                                                  |
| 2009 | Despierta - Lanzamiento: 7 de octubre de 2009 - Discográfica: Sello Autor - Formato: CD               |                                                                  |
| 2019 | Imanes en la nevera - Lanzamiento: 22 de marzo de 2019 - Discográfica: Sonogrand Music - Formato: CD  |                                                                  |

Álbumes recopilatorios
- 2004: Colección grandes
- 2005: Lo echamos a suertes
- 2007: The Platinum Collection
- 2007: Lo echamos a suertes

EP
- 2011: Tienes razón